# Ectocotyla hirudo
Ectocotyla hirudo är en plattmaskart som beskrevs av Levinsen 1879. Ectocotyla hirudo ingår i släktet Ectocotyla och familjen Monocelididae. Inga underarter finns listade i Catalogue of Life.